# Hippocampus alatus
Hippocampus alatus és una espècie de peix de la família dels singnàtids i de l'ordre dels singnatiformes.

## Morfologia
Els mascles poden assolir els 11,7 cm de longitud total.

## Distribució geogràfica
Es troba al nord d'Austràlia i al sud-est de Papua Nova Guinea.